# Pfarrkirche Hollenegg

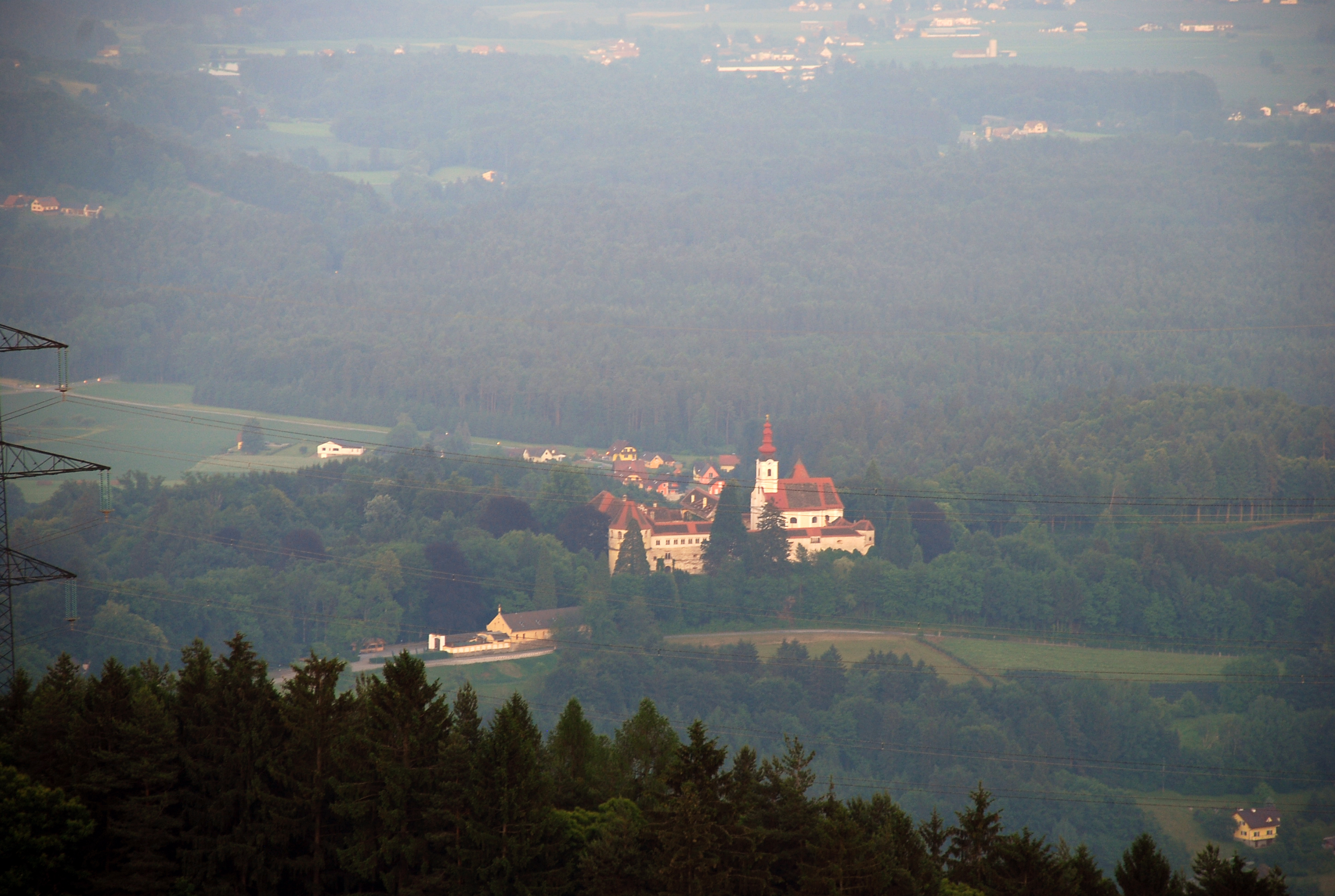
Kath. Pfarrkirche hl. Ägidius mittig im zweiten Hof vom Schloss Hollenegg

Die römisch-katholische Pfarrkirche Hollenegg steht mittig im zweiten Hof vom Schloss Hollenegg im Ort Hollenegg in der Marktgemeinde Bad Schwanberg im Bezirk Deutschlandsberg in der Steiermark. Die auf den heiligen Ägidius geweihte Pfarrkirche gehörte bis Ende August 2018 zum dann aufgelösten Dekanat Deutschlandsberg in der Diözese Graz-Seckau, seit Auflassung dieses Dekanates liegt sie im Seelsorgeraum Südweststeiermark. Die Kirche steht unter Denkmalschutz.

## Geschichte
Eine Kirche wurde um 1165 genannt. Eine Pfarre 1445. Der Kirchenneubau wurde wohl mit dem Baumeister Johann Fuchs erbaut und 1778 geweiht.

## Architektur
Der elliptische Hauptraum hat vier Nischenausbildungen zwischen den vorspringenden Wandpfeilern an den Längsseiten. Im Süden ist der rechteckige Chor. Im Norden steht der Turm mit zwei quadratischen Anbauten und einer vorgelegten Fassade.
Beim Eingang ist ein Wappenstein des Friedrich von Hollenegg, gestorben 1368. Außen sind vier schöne figurale Renaissance-Grabsteine der Herren von Hollenegg und ihren Gattinnen aus Rotmarmor aus der ersten Hälfte des 16. Jahrhunderts, bemerkenswert hier das Epitaph des Friedrich von Hollenegg, gestorben 1528.

## Ausstattung
Die Einrichtung ist Rokoko. Die Altarblätter der Seitenaltäre malte nach der Signatur Phi. Carolus Laubman 1753.
In den Arkaden der Westseite sind bemerkenswerte Totenschilde mit vorzüglichen heraldischen Schnitzreliefs und eine dazugehörige figurale Tumbaplatte aus weißgrauem Marmor aus dem ersten und zweiten Viertel des 16. Jahrhunderts.
Für den 12. August 1642 ist die Weihe zweier Glocken zu Ehren der Hl. Barbara und der Hl. Maria und Anna publiziert, bis ca. 1960 gab es vier Glocken. Eine Glocke wird aus 1767 berichtet. Im Jahr 2022 wurden drei neue Glocken gestiftet, welche den Namenspatronen der Kinder der Schlossbesitzer Alfred und Alice von und zu Liechtenstein geweiht wurden. Die Glockenweihe fand am 29. Mai 2022 statt. Diese Glocken aus Bronze ersetzen die große Stahlglocke und bilden mit einer alten historischen Glocke ein vierstimmiges Geläute.

### Orgel
Die Kirche erhielt 1891 eine neue Orgel, die bisherige Orgel wurde nach St. Wolfgang übertragen.